# Старченский
Ста́рченский — хутор в Целинском районе Ростовской области.
Входит в состав Кировского сельского поселения.

## Население
| 2010 |
| ---- |
| 247  |

## Улицы
На хуторе имеется три улицы: Мира, Октябрьская и Первомайская.